# Hededèt
Ne doit pas être confondu avec Heddet.
Dans la mythologie égyptienne, Hededèt est une déesse scorpion, essentiellement vénérée à Edfou, dont la protection était invoquée contre les animaux venimeux.
Dans les textes des sarcophages, elle est chargée de protéger la tresse de cheveux divins, en analogie avec la forme de sa queue de scorpion.
Dans le livre des morts, où elle figure avec Mafdet, elle est la personnification des cordes qu'elle utilise pour enchaîner le serpent Apophis. Dans sa lutte contre ce dernier, elle le pique avec sa queue et son poison le rend inoffensif.
Dans d'autres cas, on l'assimile aux cordes du navire de Rê.
On l'appelle également « La Lumineuse ». Associée à la déesse Selkis, elle perd peu à peu de son influence au profit de la déesse Isis.